# Сигоний, Карл
Сигоний (Карл Sigonio, 1523—1584) — итальянский учёный родом из Модены. Сначала преподавал греческий язык в Модене, потом занимал кафедру классической литературы в Венеции, Падуе и Болонье. Исследования Сигония по римской и греческой истории, а также по древностям, написаны на латинском языке, глубокое знание которого вызывало удивление даже у его учёных современников. Его труды оказали значительное влияние на науку того времени, в силу применённого им критического метода. Критическим отношением к источникам отличаются и его труды по средневековой истории. Наиболее полное собрание трудов Сигония («С. Sigonii opera omnia edita et inedita») вышло в 6 томах в Милане, с приложением жизнеописания, составленного Муратори, в 1732—1737 гг. Ср. Krebs, «Carl Sigonius» (Франкфурт-на-Майне, 1841); Franciosi, «Della vita e delle opere di C. Sigonio» (1872); Hessel, «De regno Italiae libri viginti von Carlo Sigonio» (Берл., 1900).